# Чапаево (Восточно-Казахстанская область)
Чапаево (каз. Чапаево) — село в Зыряновском районе Восточно-Казахстанской области Казахстана. Административный центр Чапаевского сельского округа. Находится примерно в 17 км к западу от районного центра, города Зыряновска. Код КАТО — 634861100.

## Население
В 1999 году население села составляло 987 человек (491 мужчина и 496 женщин). По данным переписи 2009 года, в селе проживали 772 человека (363 мужчины и 409 женщин).